# Pitchfork (website)
 For alternative betydninger, se Pitchfork. (Se også artikler, som begynder med Pitchfork)
Pitchfork er et amerikansk online magasin grundlagt i 1995 af Ryan Schreiber. Magasinet er baset i Chicago i  Illinois og ejes i dag af Condé Nast. Magasinet blev udviklet mens Schreiber arbejdede i en pladebutik og magasinet udviklede et ry for et koncentreret fokus på  indierock, men har siden spredt sin dækning til også at omfatte store dele af populærmusikken.
Magasinet indeholder feaures, anmeldelser m.v. og koncentrerer sig primært om ny musik, men journalister på Pitchfork har også anmeldt genudgivelser og boxsæt. Siden 2006 har magasinet hver søndag udgivet retrospektive anmedelser af ældre album med status af klassikere eller væsentlig betydning, ligesom Pitchfork også udgiver lister med "best-of" – så som bedste album fra 1970'erne, 1980'erne og 1990'erne og de bedste sange fra 1960'erne – samt årlige artikler om "årets bedste" album og sange.

## Pitchforkawards

### PitchforkAlbum of the Year
| År   | Artist                 | Album                             | Land           | Kilde            |
| ---- | ---------------------- | --------------------------------- | -------------- | ---------------- |
| 1998 | Outkast                | Aquemini                          | USA            | [ 2 ] [ note 1 ] |
| 1999 | The Dismemberment Plan | Emergency & I                     | USA            | [ 3 ]            |
| 2000 | Radiohead              | Kid A                             | Storbritannien | [ 4 ]            |
| 2001 | The Microphones        | The Glow Pt. 2                    | USA            | [ 5 ]            |
| 2002 | Interpol               | Turn on the Bright Lights         | USA            | [ 6 ]            |
| 2003 | The Rapture            | Echoes                            | USA            | [ 7 ]            |
| 2004 | Arcade Fire            | Funeral                           | Canada         | [ 8 ]            |
| 2005 | Sufjan Stevens         | Illinois                          | USA            | [ 9 ]            |
| 2006 | The Knife              | Silent Shout                      | Sverige        | [ 10 ]           |
| 2007 | Panda Bear             | Person Pitch                      | USA            | [ 11 ]           |
| 2008 | Fleet Foxes            | Sun Giant/Fleet Foxes             | USA            | [ 12 ]           |
| 2009 | Animal Collective      | Merriweather Post Pavilion        | USA            | [ 13 ]           |
| 2010 | Kanye West             | My Beautiful Dark Twisted Fantasy | USA            | [ 14 ]           |
| 2011 | Bon Iver               | Bon Iver, Bon Iver                | USA            | [ 15 ]           |
| 2012 | Kendrick Lamar         | Good Kid, M.A.A.D City            | USA            | [ 16 ]           |
| 2013 | Vampire Weekend        | Modern Vampires of the City       | USA            | [ 17 ]           |
| 2014 | Run the Jewels         | Run the Jewels 2                  | USA            | [ 18 ]           |
| 2015 | Kendrick Lamar         | To Pimp a Butterfly               | USA            | [ 19 ]           |
| 2016 | Solange                | A Seat at the Table               | USA            | [ 20 ]           |
| 2017 | Kendrick Lamar         | Damn                              | USA            | [ 21 ]           |

1. ↑  Listen over 1998-album blev udgivet i februar 2018 retrospektivt. 1999 var det første år, hvor Pitchfork udgav en årlig liste med "årest bedste album.

### PitchforkTrack of the Year
| År   | Artist                                                                            | Sang                        | Land           | Kilde  |
| ---- | --------------------------------------------------------------------------------- | --------------------------- | -------------- | ------ |
| 2003 | Outkast                                                                           | "Hey Ya!"                   | USA            | [ 22 ] |
| 2004 | Annie                                                                             | "Heartbeat"                 | Norge          | [ 23 ] |
| 2005 | Antony and the Johnsons                                                           | "Hope There's Someone"      | Storbritannien | [ 24 ] |
| 2006 | Justin Timberlake featuring T.I.                                                  | "My Love"                   | USA            | [ 25 ] |
| 2007 | LCD Soundsystem                                                                   | "All My Friends"            | USA            | [ 26 ] |
| 2008 | Hercules & Love Affair                                                            | "Blind"                     | USA            | [ 27 ] |
| 2009 | Animal Collective                                                                 | "My Girls"                  | USA            | [ 28 ] |
| 2010 | Ariel Pink's Haunted Graffiti                                                     | "Round and Round"           | USA            | [ 29 ] |
| 2011 | M83                                                                               | "Midnight City"             | Frankrig       | [ 30 ] |
| 2012 | Grimes                                                                            | "Oblivion"                  | Canada         | [ 31 ] |
| 2013 | Drake featuring Majid Jordan                                                      | "Hold On, We're Going Home" | Canada         | [ 32 ] |
| 2014 | Future Islands                                                                    | "Seasons (Waiting on You)"  | USA            | [ 33 ] |
| 2015 | Kendrick Lamar                                                                    | "Alright"                   | USA            | [ 34 ] |
| 2016 | Kanye West featuring The-Dream, Chance the Rapper, Kelly Price, and Kirk Franklin | "Ultralight Beam"           | USA            | [ 35 ] |
| 2017 | Cardi B                                                                           | "Bodak Yellow"              | USA            | [ 36 ] |

### PitchforkVideo of the Year
| År   | Artist         | Video    | Land   | Kilde  |
| ---- | -------------- | -------- | ------ | ------ |
| 2015 | Kendrick Lamar | Alright  | USA    | [ 37 ] |
| 2016 | Beyoncé        | Lemonade | USA    | [ 38 ] |
| 2017 | Björk          | The Gate | Island | [ 39 ] |

## Musikfestivaler
Pitchfork har arrangeret og har været medarrangør på en række musikfestivaler.

### Intonation Music Festival
Pitchfork var i 2005 kurator for Intonation Music Festival, der over to dage tiltrak ca. 15.000 tilskuere i Chicagos Union Park med bl.a. artister som Broken Social Scene, The Decemberists og The Go! Team.

### Pitchfork Music Festival
Året efter afholdelsen af Intonation Music Festival arrangerede Pitchfork en ny festival samme sted under navnet Pitchfork Music Festival. Festivalen tiltrak 18.000 tilskuere den 29. og 30. juli 2006, der kom for at se mere end 40 bands, herunder  Spoon og Yo La Tengo.
The Pitchfork Music Festival blev afviklet igen i 2007, hvor den var udvidet til over tre dage. Den første dag (13. juli 2007) vr et samarbejde med den britiske musikfestival All Tomorrow's Parties som led i sidstnævntes serie "Don't Look Back", hvor kendte artister opfører et eller flere klassiske album i sin helhed. Dagen bød på optræden af bl.a. Sonic Youth, der spillede albummet Daydream Nation og Slint, der spillede Spiderland. Andre artister på festivalen var Yoko Ono, De La Soul, Cat Power, Stephen Malkmus, Clipse og Iron & Wine. 
Festivalen har været afholdt årligt siden. I 2011 begyndte Pithfork at arrangere en europæisk version af festivalen i Paris. Den europæiske variant afvikles om vinteren. 